# Județul Bács-Kiskun
Bács-Kiskun este un județ în sudul Ungariei. Reședința sa este orașul Kecskemét.

## Localități

### Orașe
(ordonate după populație, conform recensământului din 2001)
| Baja (38,143)             |  | Kunszentmiklós (9,078) |  |
| Kiskunfélegyháza (32,081) |  | Soltvadkert (7,782)    |  |
| Kiskunhalas (29,688)      |  | Bácsalmás (7,694)      |  |
| Kalocsa (18,449)          |  | Solt (7,063)           |  |
| Kiskőrös (15,263)         |  | Szabadszállás (6,680)  |  |
| Kiskunmajsa (21,091)      |  | Izsák (6,187)          |  |
| Tiszakécske (11,878)      |  | Kerekegyháza (6,051)   |  |
| Lajosmizse (11,159)       |  | Tompa (4,899)          |  |
| Jánoshalma (9,866)        |  | Dunavecse (4,249)      |  |
| Kecel (9,259)             |  |                        |  |
| Hajós                     |  |                        |  |

### Sate
| - Ágasegyháza - Akasztó - Apostag - Bácsbokod - Bácsborsód - Bácsszentgyörgy - Bácsszőlős - Ballószög - Balotaszállás - Bátmonostor - Bátya - Bócsa - Borota - Bugac - Bugacpusztaháza - Császártöltés - Csátalja - Csávoly - Csengőd - Csikéria | - Csólyospálos - Dávod - Drágszél - Dunaegyháza - Dunafalva - Dunapataj - Dunaszentbenedek - Dunatetétlen - Dusnok - Érsekcsanád - Érsekhalma - Fajsz - Felsőlajos - Felsőszentiván - Foktő - Fülöpháza - Fülöpjakab - Fülöpszállás - Gara - Gátér | - Géderlak - Harkakötöny - Harta - Helvécia - Hercegszántó - Homokmégy - Imrehegy - Jakabszállás - Jászszentlászló - Kaskantyú - Katymár - Kelebia - Kéleshalom - Kisszállás - Kömpöc - Kunadacs - Kunbaja - Kunbaracs - Kunfehértó | - Kunpeszér - Kunszállás - Lakitelek - Ladánybene - Madaras - Mátételke - Miske - Móricgát - Nagybaracska - Nemesnádudvar - Nyárlőrinc - Ordas - Orgovány - Öregcsertő - Páhi - Pálmonostora - Petőfiszállás - Pirtó - Rém | - Soltszentimre - Sükösd - Szakmár - Szalkszentmárton - Szank - Szentkirály - Szeremle - Tabdi - Tass - Tataháza - Tázlár - Tiszaalpár - Tiszaug - Uszód - Újsolt - Újtelek - Városföld - Vaskút - Zsana |